# Warpaint
Warpaint és un quartet californià de rock alternatiu format per les guitarristes Emily Kokal i Theresa Wayman, amigues des dels onze anys i originàries d'Oregon, la baixista Jenny Lee Lindberg (de Nevada) i la bateria Stella Mozgawa (de Sydney).

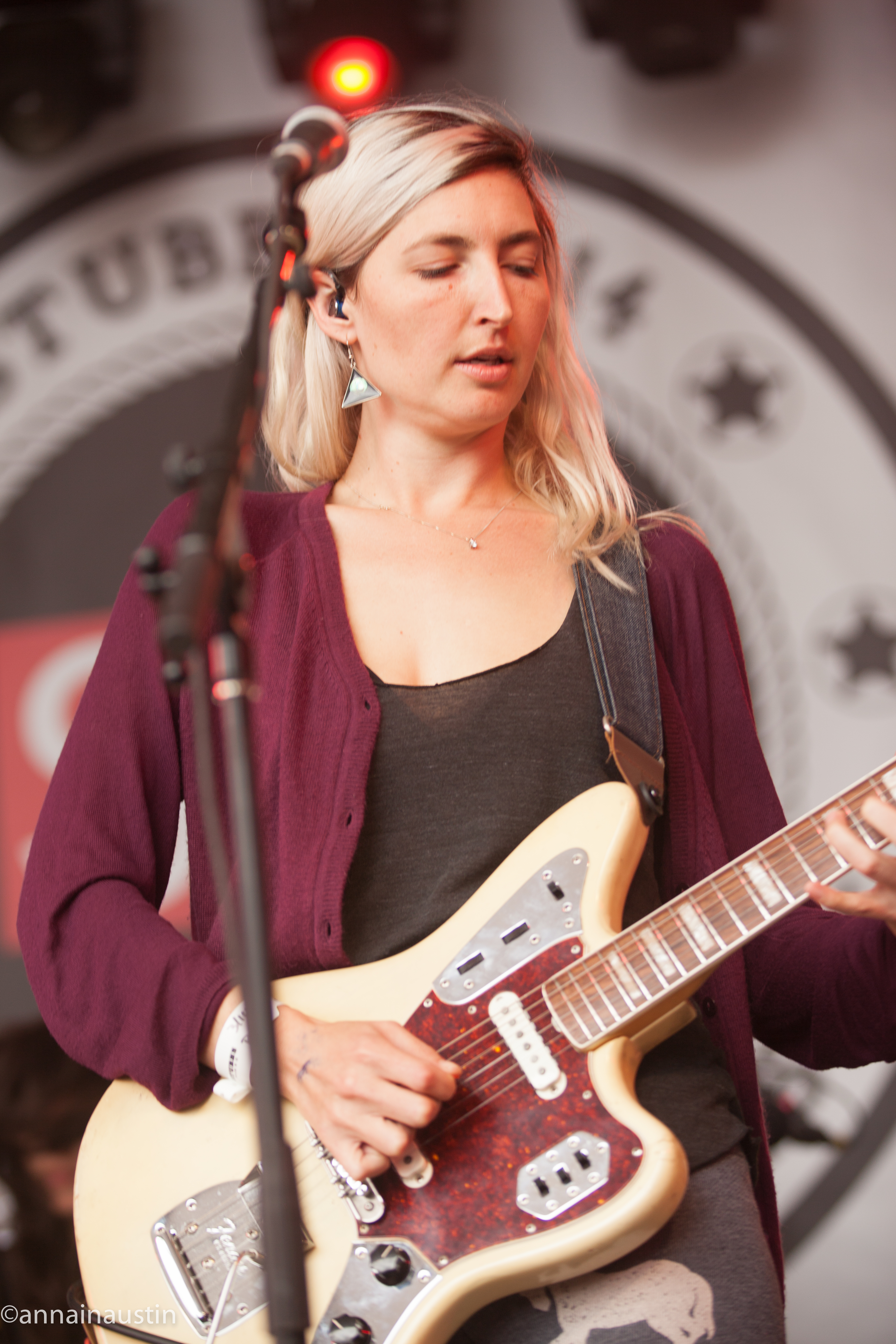
Emily Kokal (1980)
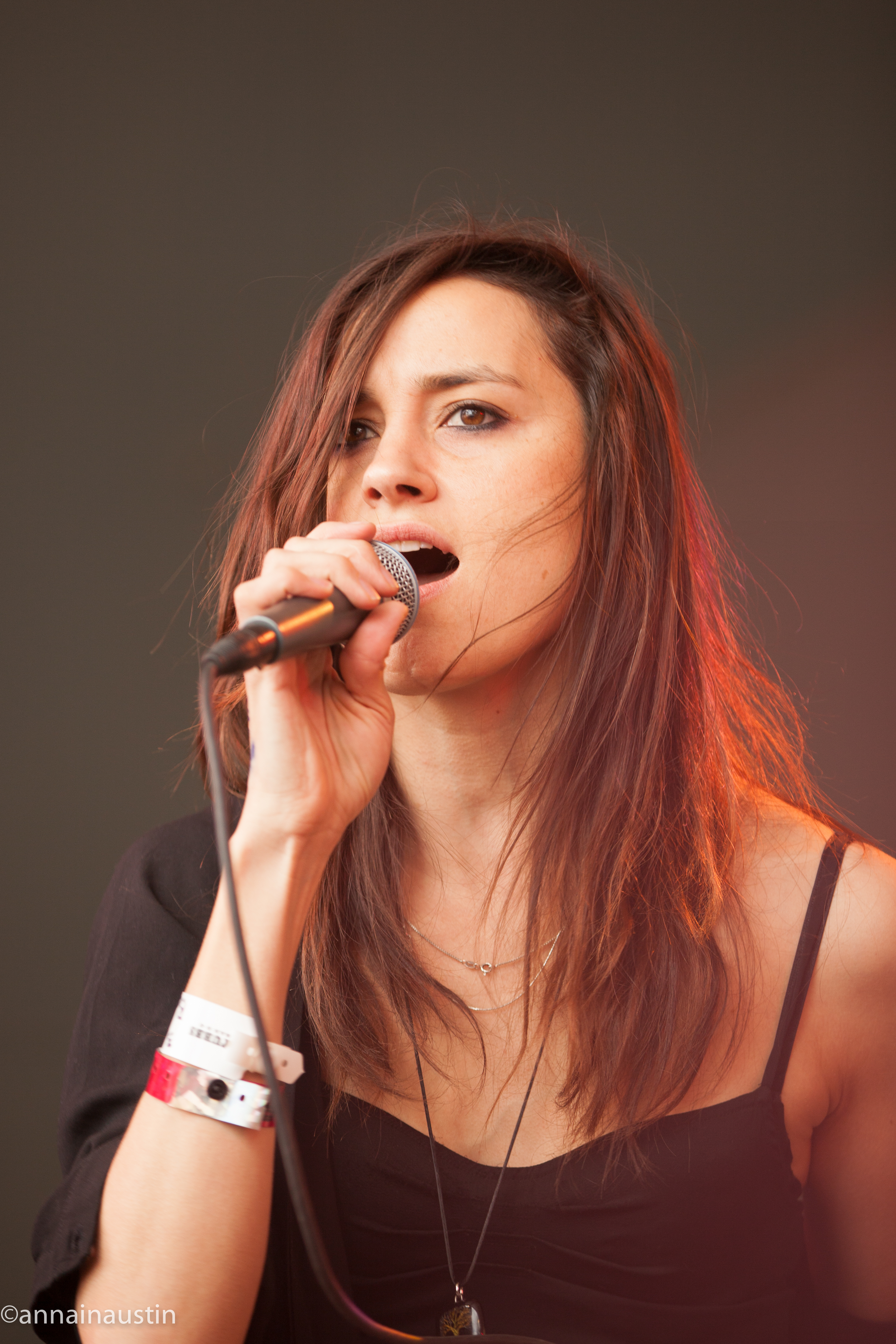
Theresa Wayman (1980)
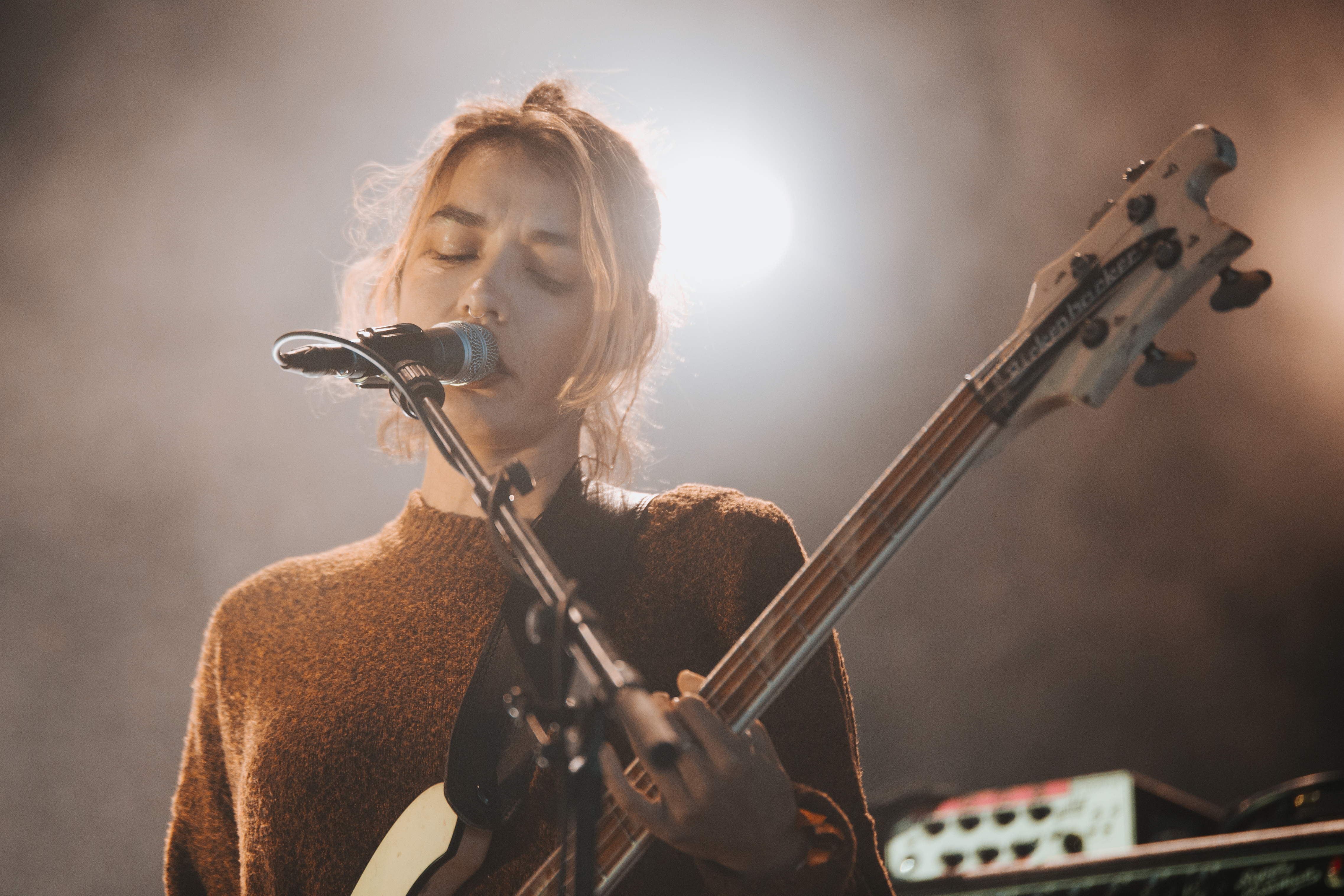
Jenny Lee Lindberg (1981)
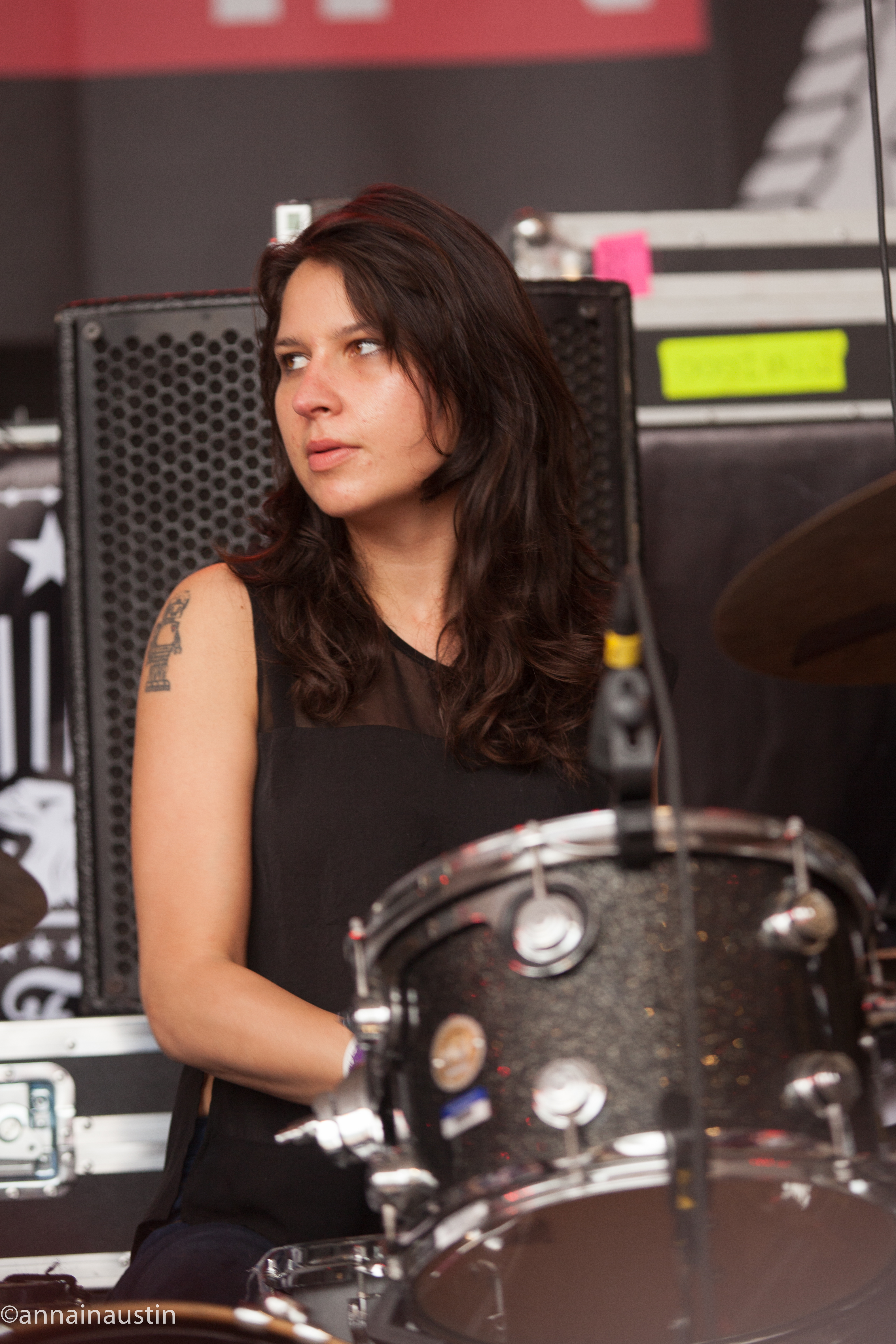
Stella Mozgawa (1986)

## Cronologia
Warpaint autoeditaren llur primer extended play, Exquisite corpse, el 2008: mesclat pel guitarriste i productor John Frusciante (llavors parella de Kokal), aplegà al número u de la llista d'Amoeba Records i fon reeditat al setembre del 2009 per Manimal Vynil amb una cançó més, "Krimson".
Encara que només publicaren vídeos oficials per a les dues primeres cançons de l'EP, la cançó més escoltada llavors en llur MySpace era "Billie Holiday", i les comparances amb Au Revoir Simone o Siouxie eren habituals.
Abans de publicar el primer disc de llarga durada amb Rough Trade, Warpaint feren una roda de concerts pels Estats Units;
el quartet canvià de bateria moltes vegades —entre els quals l'actriu Shannyn Sossamon (germana major de Lindberg) o el substitut de Frusciante en Red Hot Chili Peppers, Josh Klinghoffer— fins que l'any 2009 conegueren Mozgawa per un amic comú, una nit en què havien pres psilocibina. El segon disc, homònim, es publicà tres anys després de The Fool amb Mozgawa com a membre permanent: descrit per elles amb referències al raper Jay-Z i el¨disc The Dark Side of the Moon de Pink Floyd, la mescla destaca les bateries de Mozgawa com si fóra un instrument soliste, mentre el baix de Lindberg fa les melodies, però l'ús de les guitarres i de diferents sintetitzadors per a aconseguir els ambients musicals fa que les cançons no resulten apegaloses.
Després de l'edició del segon i de quinze mesos de gira, el grup suspengué un concert previst al Hammersmith Eventim Apollo per «motius familiars». Aplegats a eixe moment, les membres del grup participaren en projectes paral·lels (Theresa en BOSS, Emily amb Saul Williams i Paul Bergmann, i Stella amb Kurt Vile, Jamie xx i Cate Le Bon) o en solitari (Jenny publicà el disc Right On!) Arran d'eixes col·laboracions hi hagueren rumors de separació, i el següent disc (Heads Up, 2016) el gravaren d'una forma atípica, per parelles o en solitari, enlloc de juntes com havien fet fins llavors; a més, s'encararen cap a un estil menys guitarrer i més arrimat al R&B: el grup reconegué influències d'altres artistes com Q-Tip, Erykah Badu, OutKast o Kendrick Lamar en la creació d'un disc en el qual, llevat de la peça "New Song", el grup manté els ritmes lents i les lletres introspectives, encara que un crític qualificà el disc amb un 6,7 i es qüestionava l'autenticitat dels sentiments expressats pel grup: «"No pots dir-me tots els teus secrets?/ Jo et diré els meus", resa un vers de "So Good". Però a estes altures, després d'instigar l'audiència a mirar de prop per a guipar eixos secrets, ens hauríem de qüestionar si Warpaint en tenen algun a dir.»
El 2018 tornaren a actuar, un dijous, en el Primavera: el concert, que començà amb "Intro" i "Keep It Healthy" (del Warpaint), millorà en qualitat a mesura que els tècnics aconseguien trobar el so —fins i tot rebentaren un altaveu— i tingué com a moments destacats la interpretació de "Disco//Very", "New Song" o "Billie Holiday", una peça del primer EP que no solen fer en directe.

## Discografia
| • 'Exquisite Corpse' (2008) |
| --- |
| (autoedició) 1. Stars (6´25") 2. Elephants (4´44") 3. Billie Holiday (6´44") 4. Beetles (6´57") 5. Burgundy (4´40") 6. Krimson (4´02") ←pista extra en la reedició de 2009 |

| • 'The Fool' (2010) |
| --- |
| (Rough Trade) 1. Set Your Arms Down (5´01") 2. Warpaint (5´51") 3. Undertow (5´53") 4. Bees (4´22") 5. Shadows (4´04") 6. Composure (4´55") 7. Baby (5´00") 8. Majesty (6´32") 9. Lissie's Heart Murmur (5´11") |

| • 'Warpaint' (2014) |
| --- |
| (Rough Trade) 1. Intro (1’51") 2. Keep It Healthy (4’01") 3. Love Is To Die (4’51") 4. Hi (5’10") 5. Biggy (5’55") 6. Teese (4’41") 7. Disco//Very (4’04") 8. Go In (4’00") 9. Feeling Alright (3’32") 10. CC (3’48") 11. Drive (5’11") 12. Son (4’06") |

| • 'Heads Up' (2016) |
| --- |
| 1. Whiteout (4’42") 2. By Your Side (4’32") 3. New Song (4’16") 4. The Stall (4’55") 5. So Good (5’59") 6. Don't Wanna (3’42") 7. Don't Let Go (4’21") 8. Dre (3’58") 9. Heads Up (4’57") 10. Above Control (5’05") 11. Today Dear (4’49") 12. I'll Start Believing (2’58") ←pista extra en l'edició japonesa 13. No Way Out (7’20") ←pista extra en l'edició japonesa |